# Nathalie de Vries
Nathalie de Vries (Appingedam, 1965) es una arquitecta, profesora y urbanista neerlandesa. En 1993, junto con Winy Maas y Jacob van Rijs, creó el estudio MVRDV. Los primeros trabajos, como el centro de televisión Villa VPRO y la urbanización para ancianos WoZoCo, ambos en los Países Bajos, le han traído elogios internacionales y han establecido el papel principal de MVRDV en la arquitectura internacional.

## Trayectoria
Completó sus estudios en la Universidad Tecnológica de Delft y posteriormente trabajó en la firma neerlandesa Mecanoo. Ha impartido  conferencias y enseñado en todo el mundo, también ha participado en jurados internacionales de arquitectura. Ha sido profesora invitada en la Universidad Técnica de Berlín (TU de Berlín) durante el periodo 2002-2004 y fue la crítica visitante de Morgenstern en 2005 en el Instituto de Tecnología de Illinois en Chicago. También ha estado enseñando en el Instituto Berlage en Rotterdam, el ABK en Arnhem y la Universidad Tecnológica de Delft. En 2013 se convirtió en profesora de la academia de arte alemana Kunstakademie Düsseldorf.
Nathalie de Vries es una de las pocas mujeres que codirige un estudio de arquitectura internacional, las otras arquitectas son  Francine Houben y Farshid Moussavi.
Está casada con Jacob van Rijs. Viven en Rotterdam, Holanda y tienen dos hijas.

## MVRDV
En 1991, junto con Winy Maas y Jacob van Rijs, tras ganar conjuntamente el concurso Europan con el proyecto Berlin Voids, fundó el estudio MVRDV (acrónimo de las iniciales de los nombres de los tres fundadores), que proyecta diseños y estudios en los campos de la arquitectura, los estudios urbanos y el diseño del paisaje. 
La firma MVRDV ha sido la encargada de realizar los estudios sobre urbanismo para la ciudad de Rotterdam, la sede de la empresa de radio y televisión de Países Bajos VPRO y las residencias para personas mayores de Wozoco en Ámsterdam, que ganaron el premio JA van Eck de la Asociación de Arquitectos Holandeses, han llamado la atención sobre MVRDV  de una vasta colección de clientes, lo que le ha dado al estudio renombre internacional. El estudio ha participado activamente en numerosos proyectos en diferentes partes del mundo. MVRDV diseñó el pabellón holandés para la Expo 2000 en Hannover, la Ecociudad de Logroño en España, el edificio Gyre en Tokio y muchos otros.

## Otras funciones
De 1999 a 2005 fue miembro de la junta del Fondo de Arquitectura de los Países Bajos (1999/2005).
Fue miembro de la Gestaltungsbeirat de Salzburgo (Austria, 2003/2006)  
En  2004 es nombrada miembro de la junta de la fundación de la Revista de arquitectura holandesa Oase. 
De 2005 a 2008, Nathalie de Vries fue arquitecta nacional de ferrocarriles en nombre de ProRail / NS, la corporación ferroviaria nacional holandesa.
Recientemente se unió a la junta de supervisión del Groninger Museum en Groningen. 

## Publicaciones
- FARMAX (010 Publishers, Rotterdam, 1999)
- Metacity / Datatown (010 Publishers, Rotterdam, 1999)
- Lectura de MVRDV (NAi Publishers, Rotterdam, 2003)
- Spacefighter El juego de la ciudad evolutiva (Actar, Barcelona, 2005)
- EXCURSIONES KM3 SOBRE CAPACIDADES (Actar, Barcelona, 2006)

## Otras lecturas
- MVRDV 1997-2003 (El Croquis, Madrid, España, 2003)
- Frey, Darcy "Crowded House" - The New York Times Magazine, 8 de junio de 2008